# Wolsey (Dakota do Sul)
Wolsey é uma cidade  localizada no estado norte-americano de Dakota do Sul, no Condado de Beadle.

## Demografia
Segundo o censo norte-americano de 2000, a sua população era de 418 habitantes.
Em 2006, foi estimada uma população de 381, um decréscimo de 37 (-8.9%).

## Geografia
De acordo com o United States Census Bureau tem uma área de
5,9 km², dos quais 5,9 km² cobertos por terra e 0,0 km² cobertos por água. Wolsey localiza-se a aproximadamente 412 m acima do nível do mar.

## Localidades na vizinhança
O diagrama seguinte representa as localidades num raio de 28 km ao redor de Wolsey.